# Stephen Hoiles

a Compétitions nationales et continentales officielles uniquement.

b Matchs officiels uniquement.
Dernière mise à jour le 31 janvier 2024.
Stephen Hoiles, né le 13 octobre 1981 à Sydney (Australie), est un joueur international australien de rugby à XV. Évoluant au poste de troisième ligne centre, il a joué avec l'équipe d'Australie entre 2004 à 2008, et en Super Rugby avec les Brumbies et les Waratahs.

## Biographie

### En club
Stephen Hoiles naît et grandit à Sydney, et il est éduqué au Waverley College (en). Il commence à jouer au niveau amateur avec le club de Randwick, où son père Alan avait joué dans les années 1970.
En 2004, il commence sa carrière professionnelle avec la franchise des Waratahs en Super 12. Il joue trois saisons avec cette équipe.
Il rejoint en 2007 les Brumbies, dont il devient immédiatement un joueur cadre. En 2009, il devient capitaine de l'équipe, succédant à Stirling Mortlock,. Lors de la saison 2011, il subit dès son premier match une grave blessure au tendon d'Achille, qui l'écarte des terrains pour le restant de l'année. Finalement cette blessure se révèle trop grave pour lui permettre de reprendre la compétition la saison suivante, et il est libéré de sa dernière année de contrat en novembre 2011.
Hoiles reste finalement plusieurs années sans jouer, mais après une opération en Suède, et une longue réathlétisation, il reprend finalement la compétition avec son ancien club de Randwick en 2013. Peu après, il retrouve un contrat professionnel avec les Waratahs pour la saison 2014 de Super Rugby. Il est titulaire en troisième ligne lors de la finale 2014, remportée face aux Crusaders,. Il met une terme à sa carrière professionnelle après la saison 2015. Il continue néanmoins de jouer en amateur avec Randwick une année de plus.

### En équipe nationale
Stephen Hoiles représente l'équipe d'Australie à sept lors de la saison 2001-2002 de l'IRB Sevens.
Il est sélectionné pour la première fois avec les Wallabies en septembre 2004. Il dispute son premier test match le 20 novembre 2004 contre l'équipe d'Écosse,.
En 2007, il est sélectionné par John Connolly pour disputer la Coupe du monde en France. Bien que jamais titulaire, il dispute les cinq matchs de son équipe lors de la compétition.

### Comme entraîneur
Stephen Hoiles est nommé en septembre 2018 entraîneur adjoint de la sélection australienne de rugby à sept.
En mai 2020, il est annoncé qu'il rejoint en tant qu'assistant le club américain des Giltinis de Los Angeles pour la saison 2021 de Major League Rugby. Après une saison couronnée d'un titre, il est promu entraîneur principal des Giltinis pour la saison 2022. Au bout d'une saison à la tête des Giltinis, le club est dissous pour des raisons financières, et il retourne en Australie.
Il devient l'entraîneur en chef de son ancienne équipe de Randwick à partir de la saison 2023 de Shute Shield.

## Palmarès
- Vainqueur du Super Rugby en 2014 avec les Waratahs.
- Vainqueur du Shute Shield en 2004 avec Randwick.

## Statistiques en équipe nationale
- 16 sélections avec l'équipe d'Australie entre 2004 et 2008.
- 15 points (3 essais).